# Berliet PCH
Unter der Typenbezeichnung Berliet PCH wurde vom französischen Kraftfahrzeughersteller Berliet in Lyon in der zweiten Hälfte der 1930er Jahre ein Fahrgestell für einen Langhauber-Omnibus gebaut.

## Geschichte und Technik
Der Berliet PCH war im Prinzip eine verlängerte Variante des Berliet PC mit stärkerem Motor. Er wurde in drei Varianten gebaut: Als PCH7 und als PCH8 und PCHG21.
Der Berliet PCH7 hatte einen wassergekühlten Vierzylinder-Dieselmotor des Typs MDB2R: Bohrung × Hub 120 × 160 mm, Hubraum 7238 cm³, steuerlich 19 CV, effektiv 70 PS bei 1700/min, bloßes Fahrgestell ohne Aufbauten 3570 kg, Radstand 5,075 oder 5,375 m, Gesamtlänge 7,90 oder 8,70 m, Breite 2,30 m. Die allgemeine Betriebserlaubnis wurde am 2. Juli 1936 erteilt. Bezüglich der übrigen technischen Daten wird auf die Info-Box verwiesen.
Vom PCH7 wurden in zwei Serien folgende Stückzahlen gebaut: 23 Stück 1936, 54 Stück 1937, 22 Stück 1938, 14 Stück 1939, zusammen also 113 Stück
Der Berliet PCH8 hatte einen wassergekühlten Sechszylinder-Dieselmotor des Typs MDC: Bohrung × Hub 110 × 150 mm, Hubraum 8553 cm³, steuerlich 23 CV, effektiv mindestens 80 PS bei 1700/min, Fahrgestell ohne Aufbauten 4250 oder 4350 kg, Maximalgewicht 10.900 kg, Radstand 5,34 oder 5,89 m, Länge 8,65 oder 9,20 m, Breite 2,346 m. Die allgemeine Betriebserlaubnis wurde im Juli 1939 erteilt. Der kurz darauf ausbrechende Zweite Weltkrieg und die Beschränkung auf Produktion militärisch relevanter Typen verhinderte einen Serienbau dieses zivil zu nutzenden Omnibustyps.
Der Berliet PCHG21 hatte einen wassergekühlten Sechszylinder-Holzgasmotor des Typs MKUG: Bohrung × Hub 110 × 140 mm, Hubraum 7983 cm³, steuerlich 21 CV, die bei 2000/min effektiv erreichte Höchstleistung wird in den Quellen nicht angegeben. Das Fahrgestell war wegen der zusätzlichen für die Holzvergasung erforderlichen Apparaturen länger als das des PCH7, ohne Aufbauten wog es 4500 kg, das Maximalgewicht betrug 10.700 kg, der Radstand 5,275 m, die Länge 8,975 m, die Breite 2,346 m. 1937 wurden 3, 1938 wurden 10 Stück gebaut.

### Originalquellen
Eine Publikation, in der alle vor 1945 gebauten Berliet-Typen individuell abgehandelt wären, gibt es nicht. Neben der unten erwähnten Literatur wurde auf folgende in der Fondation Berliet verwahrte Originalunterlagen zurückgegriffen:
- "Fiches des Mines": Es handelt sich um die Unterlagen zur Erteilung einer allgemeinen Betriebserlaubnis, hierfür ist in Frankreich der "Inspecteur des mines" sachlich zuständig. Diese Unterlagen sind chronologisch geordnet und nummeriert. Nicht zu jedem Typ bzw. Variante gibt es entsprechende Unterlagen, teils, weil sie wohl als Untervarianten eines Typs verstanden wurden, für den eine gesonderte Erlaubnis nicht erforderlich war, teils wohl, weil diese Unterlagen im Laufe der letzten 100 Jahre verlorengegangen sind. Bei Militärtypen gibt es Hinweise, dass eine Betriebserlaubnis direkt durch militärische Dienststellen erfolgte, was entsprechende "fiches des mines" überflüssig machte. Die Quellenbezeichnung lautet: "Fiches No...."
- "Etat des véhicules utilitaires et autobus declares aux mines depuis 1920", eine 15-seitige Zusammenstellung vom 1. Dezember 1941, enthält insbesondere die reservierten Chassisnummernbänder, die jedoch vielfach nicht vollständig ausgeschöpft wurden, einige Typen bzw. Varianten werden nicht erwähnt, Quellenbezeichnung lautet: "Etat S..."
- "Nombre de véhicules construits de 1930 à 1942", siebenseitige Zusammenstellung der zwischen 1930 und 1942 gebauten Stückzahlen an Nutzfahrzeugen, erstellt wohl 1943, erste Seite teilweise irreparabel verderbt, teilweise werden mehrere Typen bzw. Varianten zusammengefasst, Quellenbezeichnung lautet: "Nombre S...."

### Sonstige Literatur
- Monique Chapelle: Berliet. 1. Auflage. EMCE, Saint-Chamond 2016, ISBN 978-2-35740-049-8.
- Christophe Puvilland: Berliet 1905–1978, toute la gamme omnibus, autocars, autobus et trolleybus. 1. Auflage. histoire&collections, Paris 2008, ISBN 978-2-35250-059-9.
- François Vauvillier: Tous les Berliet militaires 1914–1940, vol.1: les camions. histoire&collections, Paris 2019, ISBN 978-2-35250-496-2.